# نيستور ألمندروس
نيستور ألمندروس كوياس (مواليد 30 أكتوبر 1930- 4 مارس 1992) (بالإسبانية :Néstor Almendros) هو مصور سينمائي إسباني. ويعتبر أحد أكثر المصورين السينمائيين تقديرًا. كان ألمندروس فنانًا يتمتع بنزاهة عميقة، وكان يعتقد أن أجمل ضوء هو الضوء الطبيعي. عمل مع مخرجين عظماء وهم فرانسوا تروفو وإيريك رومر ومايك نيكولز ومارتن سكورسيزي وتيرينس مالك وجان اوستاش.

## حياته
ولد نيستور ألمندروس كوياس في برشلونة بإسبانيا، لكنه في سن 18 انتقل إلى كوبا للانضمام إلى والده المنفي المناهض لفرانسيسكو فرانكو. في هافانا، كتب مراجعات عن الأفلام. ثم ذهب للدراسة في روما في المركز التجريبي للتصوير السينمائي. أخرج ستة أفلام قصيرة في كوبا واثنان في مدينة نيويورك.
بعد الثورة الكوبية عام 1959، عاد وقام بعمل عدة أفلام وثائقية لنظام كاسترو. ولكن بعد أن تم حظر اثنين من أفلامه القصير (الناس على الشاطئ و القبر الفرنسي)، انتقل إلى باريس. ابتداءً من عام 1964، أصبح المتعاون المفضل لمخرج الموجة الفرنسية الجديدة المخرج الكبير إريك رومر وعمل عدة مرات في أوائل السبعينيات مع المخرج فرانسوا تروفو.

## حياة مهنية
بدأ ألمندروس مسيرته في هوليوود مع أيام الجنة لعام 1978 للمخرج تيرينس مالك، الذي أعجب بعمل ألمندروس في فيلم طفل البرية لفرانسوا تروفو عام 1970. أعجب ألمندروس بمعرفة مالك للتصوير الفوتوغرافي واستعداده لاستخدام القليل من إضاءة الاستوديو. تم تصميم التصوير السينمائي للفيلم على غرار الأفلام الصامتة، والتي غالبًا ما تستخدم الضوء الطبيعي. في عام 1979، فاز المندروس بجائزة الأوسكار لأفضل تصوير سينمائي لأيام الجنة.
تلقى المندروس ترشيحات لجائزة الأوسكار عن عمله في كرامر ضد كرامر لعام 1979 بطولة الممثل داستن هوفمان والممثلة الكبيرة ميرل ستريب وفيلم البحيرة الزرقاء لعام 1980 وفيلم اختيار صوفي لعام 1982 وهو أيضاً من بطولة ميريل ستريب.
كان ألمندروس المصور السينمائي لفيلم جون لينون الوثائقي الذي اسمه تخيل: جون لينون (1988)، من إخراج أندرو سولت.

## وصلات خارجية
- نيستور ألمندروس على موقع IMDb (الإنجليزية)
- نيستور ألمندروس على موقع الموسوعة البريطانية (الإنجليزية)
- نيستور ألمندروس على موقع ألو سيني (الفرنسية)
- نيستور ألمندروس على موقع أول موفي (الإنجليزية)
- نيستور ألمندروس على موقع قاعدة بيانات الأفلام السويدية (السويدية)
- نيستور ألمندروس على موقع إن إن دي بي (الإنجليزية)
- نيستور ألمندروس على موقع قاعدة بيانات الفيلم (الإنجليزية)
- نيستور ألمندروس على موقع كينوبويسك (الروسية)